# Torkel Baden
Torkel Baden (* 27. Juli 1765 in Frederiksborg; † 9. Februar 1849 in Kopenhagen) war ein dänischer Philologe, Archäologe und Kunsthistoriker.

## Leben
Torkel Baden, der Sohn des Professors Jacob Baden, studierte an der Universität Kopenhagen und unternahm anschließend ausgedehnte Studienreisen durch Deutschland und Italien. An der Georg-August-Universität Göttingen studierte er von 1788 bis 1791 beim Altertumswissenschaftler Christian Gottlob Heyne und wurde 1789 zum Dr. phil. promoviert. 1793 wurde er in Kopenhagen zum außerordentlichen Professor der Philologie ernannt. Bereits 1794 wechselte er als außerordentlicher Professor der Philosophie und Beredsamkeit an die Christian-Albrechts-Universität Kiel. Im selben Jahr wählte ihn die Königliche Gesellschaft der Wissenschaften zu Göttingen zum korrespondierenden Mitglied. Von 1795 bis 1797 war er auch Bibliothekar an der Universitätsbibliothek Kiel. 1804 kehrte Baden nach Kopenhagen zurück, wo er bis 1823 Sekretär an der Kunstakademie war.
Torkel Baden war ein Vorreiter der Archäologie in Dänemark. Er verfasste lateinische und dänische Schriften über griechische Kunstgeschichte und gab 1797 Christian Ludwig von Hagedorns Briefe über die Kunst heraus. Er beschäftigte sich auch mit der nordischen Mythologie und setzte sich mit dem Philologen Finnur Magnússon kritisch auseinander.

## Werke (Auswahl)
- De Cavsis Neglectae A Romanis Tragoediae. Schulze, Göttingen 1789. (Digitalisat)
- (Als Herausgeber): Briefe über die Kunst von und an Christian Ludwig von Hagedorn. Weidmann, Leipzig 1797. (Digitalisat)
- De Gestu Veterum Scenico Observationes. Mohr, Kiel 1798. (Digitalisat)
- Hercules furens. Specimen novae recensionis tragoediarum L. A. Senecae. Bohn, Kiel 1798. (Digitalisat)